# 킴벌라이트

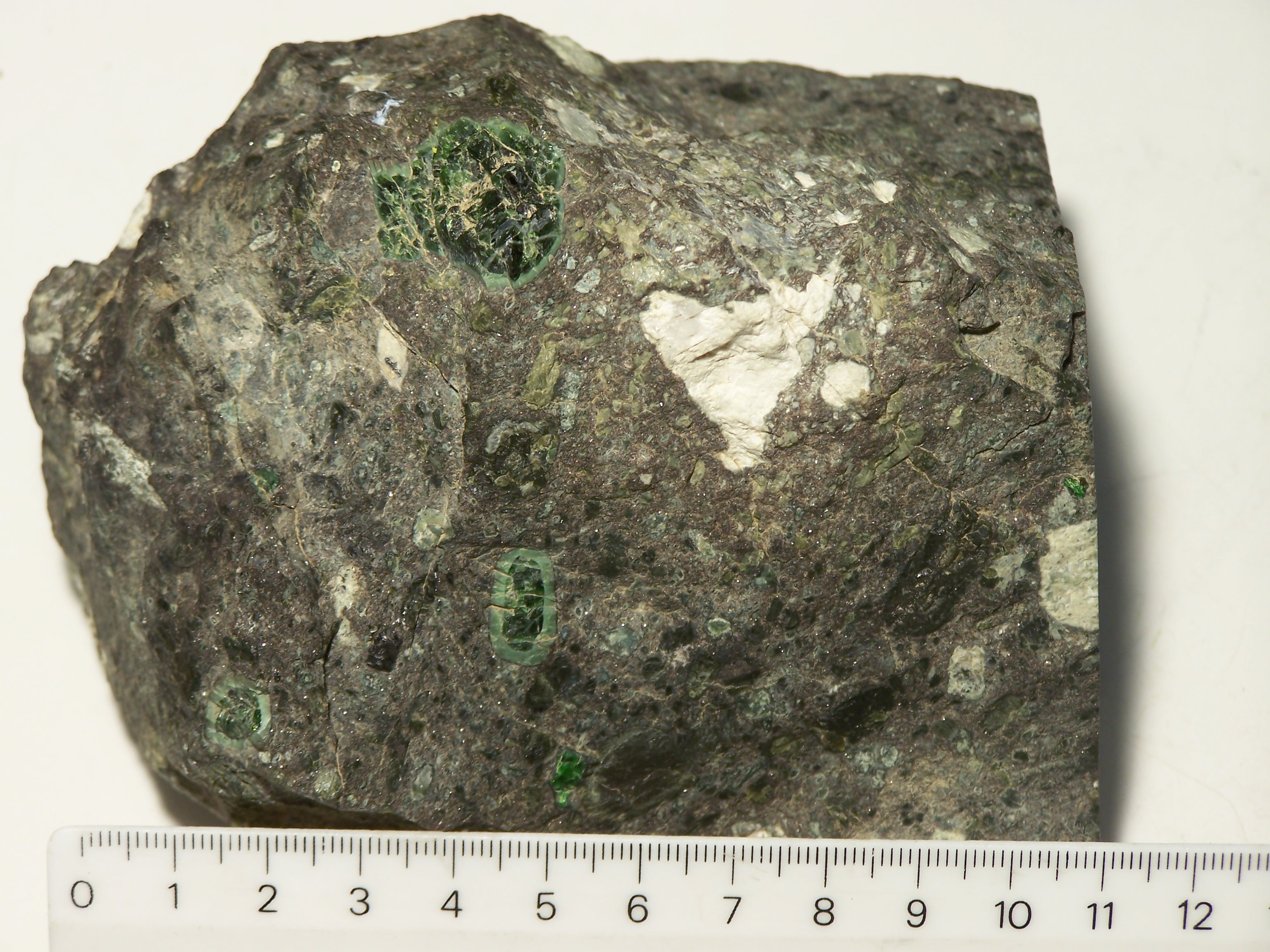

킴벌라이트(Kimberlite)는 급히 분출하여 생긴 화성암으로 종종 다이아몬드를 포함하고 있다. 남아공의 킴벌리에서 유래된 이름이다.